# Xylopia buxifolia
Xylopia buxifolia Baill. – gatunek rośliny z rodziny flaszowcowatych (Annonaceae Juss.). Występuje endemicznie na Madagaskarze. 

## Morfologia
PokrójZimozielone drzewo.
LiścieMają kształt od eliptycznego do owalnie eliptycznego. Mierzą 3 cm długości oraz 1,5 szerokości. Są prawie skórzaste, lekko owłosione od spodu. Nasada liścia jest ostrokątna. Wierzchołek jest spiczasty. Ogonek liściowy jest owłosiony i dorasta do 3–4 cm długości.
KwiatySą pojedyncze. Rozwijają się w kątach pędów. Działki kielicha są owłosione, mają owalny kształt i dorastają do 1–2 mm długości. Płatki mają podłużny kształt i dorastają do 12–15 mm długości. Są prawie równe, owłosione. Słupków jest do 4 do 6. Są nagie i mierzą 1 mm długości.
OwoceZłożone z 4 siedzących rozłupni. Mają podłużny kształt. Osiągają 2,5–3 cm długości oraz 1,5 cm średnicy.

## Biologia i ekologia
Rośnie w lasach.